# Hōjō Tokimune
Hōjō Tokimune (jap. 北条 時宗; * 5. Juni 1251 in Kamakura; † 20. April 1284 ebenda) war der achte Shikken (Regent) des Kamakura-Shogunates und regierte 1268 bis 1284. Er ist am bekanntesten als Planer der Verteidigung und Anführer der japanischen Streitkräfte bei der Abwehr der beiden Mongoleninvasionen in Japan, die mit der Schlacht von Bun’ei und der Schlacht von Kouan sowie einen nachfolgenden Taifun („Kamikaze“) zurückgeschlagen wurden.
Geboren als ältester Sohn des Regenten Hōjō Tokiyori wurde Tokimune mit 18 Jahren zum  Shikken. Ihm wird das Verdienst zugesprochen, dass sich der Zen-Buddhismus zuerst in Kamakura, später auch in Kyōto und in ganz Japan, besonders unter den Samurai, fest etablierte. 
Tokimune wollte die Feigheit besiegen und fragte seinen Zen-Meister,  Bukko, um Rat. Bukko antwortete, dass er meditieren solle, um die Quelle der Feigheit in sich selbst zu finden.
Als die Mongolen in Japan einfielen, ging Tokimune zu Bukko und sagte: „Endlich ist das größte Ereignis meines Lebens da.“ Bukko fragte: „Wie willst Du dich ihm stellen?“ Tokimune schrie „Katsu!“ („Sieg!“), als ob er alle Feinde vor sich in Furcht versetzen wollte. Bukko antwortete mit Befriedigung: „Es ist wahr, dass der Sohn eines Löwen wie ein Löwe brüllt.“
Als Tokimune starb, sagte Bukkom, dass er ein Bodhisattva gewesen sei, auf das Wohl des Volkes geachtet habe, keine Zeichen von Freude oder Ärger verriet und Zen studierte, so dass er Erleuchtung erlangt habe.